# 榮華三路
榮華三路（通用漢語：RongHua 3rd. Rd.，威妥瑪拼音：Junghua 3rd. Rd.），為臺灣臺北市石牌地區榮華里和振華里（包含小部分天母地區之天壽里），以磺溪橋橫跨士林、北投兩區，相對於榮華二路、榮華一路較為重要的東西向區域道路。道路西起於懷德街，經建民路、明德路、榮華一路後東至天母橋(跨越磺溪至士林區)止，全長約五百公尺，寬七公尺，柏油路面，屬混合車道。本路沿線屬住宅區，為四至八樓住宅公或大廈，但因地屬於舊住宅區，多有年長者居住，故在道路兩旁也有多創建設有無障礙設施之公寓建築，並有參與都市更新「北投區榮華一路、榮華三路東南
側更新地區」一案。早期1976年時，在「台北市街道圖」中即已存在。當時榮華三路為起於天母橋，迄於當時的裕民一路（今明德路337巷與石牌路二段90巷），包含了現今的部分明德路。但是在因預定建立台北護專石牌校區，而在1977年時，道路縮短到明德路並延伸明德路至振興街（如今樣貌），而榮華三路則是現今道路修正後才使之連線到懷德街。
道路兩側多為內政部所劃定之第三種住宅區，此外也有第三種商業區、行水區、市場用地、廣場用地、公園用地和綠地用地。

## 沿途地標及設施
（由東至西）
- 天壽公園
- 磺溪
- 榮富公園
- 7-ELEVEN 天富門市
- 石牌新村
- 陽映新村
- 中興嘟嘟房 停車場
- 7-ELEVEN 懷德門市（道路終點，實際地址於懷德街85號）

## 里界
榮華三路為榮華里和振華里之核心道路，以明德路為分界。

### 段籍
榮華三路前段段籍（至明德路）屬振興段一小段，而至後段（至懷德街部分）則分振興段一小段(AE0883)於北，三小段(AE0885)於南。

## 交通
路段上無自行車租借站，也無公車經過。但在一旁的明德路可以分散此路段的交通需求，不僅有臺北聯營公車、淡水信義線的捷運明德站和自行車租借站。

## 文化

### 垃圾車運點
榮華三路與榮華一路旁、懷德街與榮華三路口旁，清運路線名稱為A11210022，清運路線序號為103-078，由826BT(備用車號:782BG)清運。清潔時間分別為20:22與20:34的星期一、二、四、五、六。

## 資料來源
1. ↑  周雪娥; 曹曦; 陳盈佑. . 明德國小. 2002-01-01  [2019-09-09]. （原始内容存档于2011-12-29） –2002臺灣學校網界博覽會.
2. ↑  . ETtoday新聞雲.   [2019-12-02].
3. ↑   (PDF).   [2020-01-10]. （原始内容存档 (PDF)于2020-02-20）.
4. ↑  .   [2020-01-10]. （原始内容存档于2021-12-19）.
5. ↑  . 中華民國內政部營建署.   [2019-12-02]. （原始内容存档于2020-03-23）.
6. ↑  中央研究院 地理資訊科學研究專題中心 段籍圖[NLSC] 開放資料
7. ↑  . 中華民國行政院環保署.   [2020-01-10].[]
8. ↑  . 中華民國臺北市政府環境保護局.   [2020-01-10].[]